# Wang Wenbin
Wang Wenbin   (Anhui, abril 1971) (xinès: 汪文斌; pinyin=Wāng Wénbīn) és un diplomàtic i polític xinès, portaveu del Ministeri de Relacions Exteriors, subdirector del Departament d'Informació del Ministeri de Relacions Exteriors, i membre del Partit Comunista Xinès. És el 32è portaveu des que el càrrec es va establir en el ministeri el 1983. Ha estat ambaixador xinès en Tunísia des de 2018 i ha treballat en ambaixades xineses a Maurici i el Senegal.

## Biografia
Wang va néixer a Anhui, Xina l'abril de 1971. Va estudiar a l'escola secundària Nanjing Jinling. El 1989 va entrar en la Universitat d'Afers exteriors de la Xina, on es va graduar en francès. Després va ser assignat al Ministeri de Relacions Exteriors. Va exercir diversos càrrecs diplomàtics, entre ells el director adjunt i el director de l'Oficina de Recerca de Polítiques, el conseller polític de l'Ambaixada de la Xina en la República de Maurici, el conseller del Departament de Planificació de Polítiques i el director adjunt del Departament de Planificació de Polítiques. Va ser designat pel 13è Comitè Permanent del Congrés Nacional Popular el maig de 2018 per reemplaçar a Bian Yanhua com Ambaixador a Tunísia. El 17 de juliol de 2020 va ser nomenat portaveu del Ministeri d'Afers Exteriors, en substitució de Geng Shuang.
El febrer de 2021, Wenbin va dir que el genocidi de uigurs era la "mentida del segle". Wang està casat i té una filla.